# Lielvārde kommun
Lielvārdes kommun (lettiska: Lielvārdes Novads) var en kommun i Lettland. Den låg i den centrala delen av landet, 60 km öster om huvudstaden Riga. Antalet invånare var 11 466. Arean var 226 kvadratkilometer. Lielvārdes novads gränsade till Ķeguma novads, Ogres novads och Skrīveru novads.
2021 slogs kommun samman med Ogre kommun.
Lielvārdes novads delades in i:
- Lielvārde
- Lielvārde parish
- Lēdmanes pagasts
- Jumpravas pagasts

Följande samhällen fanns i Lielvārdes novads:
- Lielvārde